# Solariella intermedia
Solariella intermedia är en snäckart som först beskrevs av Leche 1878.  Solariella intermedia ingår i släktet Solariella och familjen pärlemorsnäckor. Inga underarter finns listade i Catalogue of Life.